# 뿔나방상과
뿔나방상과(Gelechioidea)는 뿔나방 등을 포함하는 이문류 나방 상과의 하나이다. 이 대형 상과는 이문류의 기저 분류군 중의 하나이며, 대략적으로 "미소나방류"로 간주하고 있다.
1990년대까지 이 상과를 약 1,425속 16,250종으로 분류했다. 뿔나방상과는 전체 종의 약 25%만이 기록된 것으로 추산했다. 이 예측이 맞다면, 나비목 중에서 가장 큰 상과는 뿔나방상과이다.
"뿔나방'이라는 명칭은 거의 모든 뿔나방상과 나방에서 발견되는 사소하지만 눈에 띄는 특징에서 유래했으며, 최소한 나방들 중에서 한층 극단적으로 독특하게 발달했다. 입술 모양의 더듬이가 잘 발달해 있으며(두껍지는 않지만), 돌기부가 더 구부러졌거나 덜 완만하게 굽어 있고, 잡아 늘린 것처럼 끝이 뾰족하다. 일반적으로 성충은 주둥이가 잘 발달해 있으며, 오래 산다.: 주둥이의 기부에 비늘이 있다. 그 외에 뿔나방상과는 생태적으로 아주 다양하다. 대부분의 종에 긴 머리카락같은 술이 달린 작은 뒷날개가 있지만, 쉴 때 앞날개 아래로 접어 넣기 때문에 활동 중에는 잘 관찰되지 않는다. 보통 등배쪽 또는 측면으로 아주 납작한 형태를 띤다.

## 하위 과
뿔나방상과의 계통발생 및 분류는 적지 않은 논란 거리로 남아 있다. 예를 들어, 풀굴나방과 (Elachistidae)는 한때 아과로 통합하여 "폐기된 분류"의 일종으로 사용했으며, 이 상과의 다양한 원시적 형태의 종들은 실제로는 단계통군을 형성하는 것으로 보이지 않는다. 이제 이들 중 상당수는 원뿔나방과 (Oecophoridae)로 이동했지만, 나머지는 당연하게 거의 과 분류로 남아 있으며, 추가 분류도 그럴수 있다.
잠정적으로 뿔나방상과는 아래와 같이 12개 과로 분류하고 있다.
- Agonoxenidae - 블라스토다크나아과(Blastodacninae) 포함, 풀굴나방과로 분류하기도 함.
- Batrachedridae
- 밑두리뿔나방과 (Blastobasidae) - 통나방과에 포함시키기도 함.
- 통나방과 (Coleophoridae)
- 창날개뿔나방과 (Cosmopterigidae)
- 풀굴나방과 (Elachistidae)
- 먹점뿔나방과 (Ethmiidae) - 풀굴나방과 또는 원뿔나방과로 분류하기도 함.
- 뿔나방과 (Gelechiidae) - 뿔나방 (데오클로니과(Deoclonidae) 포함).
- Glyphidoceridae
- Holcopogonidae - 원뿔나방과로 분류하기도 함.
- 뿔나방붙이과 (Lecithoceridae) - 뿔나방붙이
- Metachandidae
- Momphidae - 통나방과로 분류하기도 함.
- 원뿔나방과 (Oecophoridae) - 원뿔나방
- Pterolonchidae - 통나방과 또는 판날래뿔나방과/원뿔나방과로 분류하기도 함.
- Schistonoeidae - 뿔나방과로 분류하기도 함.
- Scythrididae
- Symmocidae - 밑두리뿔나방과/통나방과 또는 원뿔나방과로 분류하기도 함.
- 판날개뿔나방과 (Xyloryctidae) - 원뿔나방과로 분류하기도 함.

아이오란테스속(Aeolanthes)은 단형 아과, 아이올란테스아과(Aeolanthinae)로 풀굴나방과, 뿔나방붙이과 또는 원뿔나방과로 분류할 때도 있지만, 실제로 해당 분류 사이의 관계는 아직 신뢰할 정도로 결정된 것은 아니다.

## 참고 문헌
- Hodges, R.W. (1999): The Gelechioidea. In: Kristensen, N.P. (ed.): Handbuch der Zoologie/Handbook of Zoology (Volume IV – Arthropoda: Insecta. Part 35: Lepidoptera, Moths and Butterflies 1): 131–158. Walter de Gruyter, Berlin & New York. ISBN 3-11-015704-7
- O'Toole, Christopher (ed.) (2002): Firefly Encyclopedia of Insects and Spiders. ISBN 1-55297-612-2
- Robinson, G.S.; Tuck, K.R.; Shaffer, M. and Cook, K. (1994): The smaller moths of South-East Asia. Malaysian Nature Society, Kuala Lumpur.
- Tree of Life Web Project (ToL) (2009): Gelechioidea. Version of 2009-APR-02. Retrieved 2010-APR-22.

## 바깤 링크
- Global Framework for Gelechioidea